# Adult Film Database
Adult Film Database (AFD) é um banco de dados de sítios adultos em inglês que tenta manter registros de todos os filmes pornográficos e atrizes de filmes adultos. Isso inclui filmografias, biografias parciais, resenhas, fotos de filmes para adultos rotuladas e categorizadas, bem como um blog da indústria pornográfica atualizado regularmente, que apresenta as últimas notícias sobre artistas, filmes, diretores, estúdios, atualizações de sítios e diversas notícias para adultos de todo o mundo. 

## Fundação
Foi criado em 1991 sob o nome de Sodomite por um estudante universitário. Esta foi uma tentativa de preencher o vazio da ausência temporária do Internet Adult Film Database (IAFD) e de um projeto de desenvolvimento web. Em 1999, seu nome foi alterado para AdultFilmDatabase.com. Hoje, o AdultFilmDatabase.com é um dos principais concorrentes do Internet Adult Film Database. 
Inspirando-se no Internet Adult Film Database e no IMDb e criando laços com os principais pilares da indústria, como Vivid Entertainment, Hustler, Wicked e Digital Playground, o AdultFilmDatabase.com apresenta informações sobre mais de 100.000 filmes adultos e 60.000 artistas (atualizado em março de 2019). 
Gerido por um casal, o Adult Film Database foi o primeiro banco de dados adulto on-line a incluir vídeos e artistas heterossexuais e gays. 
Em 1 de outubro de 2007, o Adult Film Database foi mencionado em um artigo sobre o Internet Adult Film Database do equivalente on-line do jornal brasileiro Folha de S.Paulo.

## Controvérsia
Em outubro de 2007, o Adult Film Database desmentiu rumores de que a lendária executora de filmes adultos Tamara Lee (nascida em 30 de julho de 1969) havia morrido de AIDS. As notícias foram abordadas pela Adult Video News (AVN) em um artigo em 23 de outubro de 2007.